# Józef Korycki
Józef Korycki (ur. 6 stycznia 1885 w Studziance, zm. 26 maja 1954) – pułkownik służby stałej artylerii, dowódca 8 Grupy Artylerii (1929–1939).

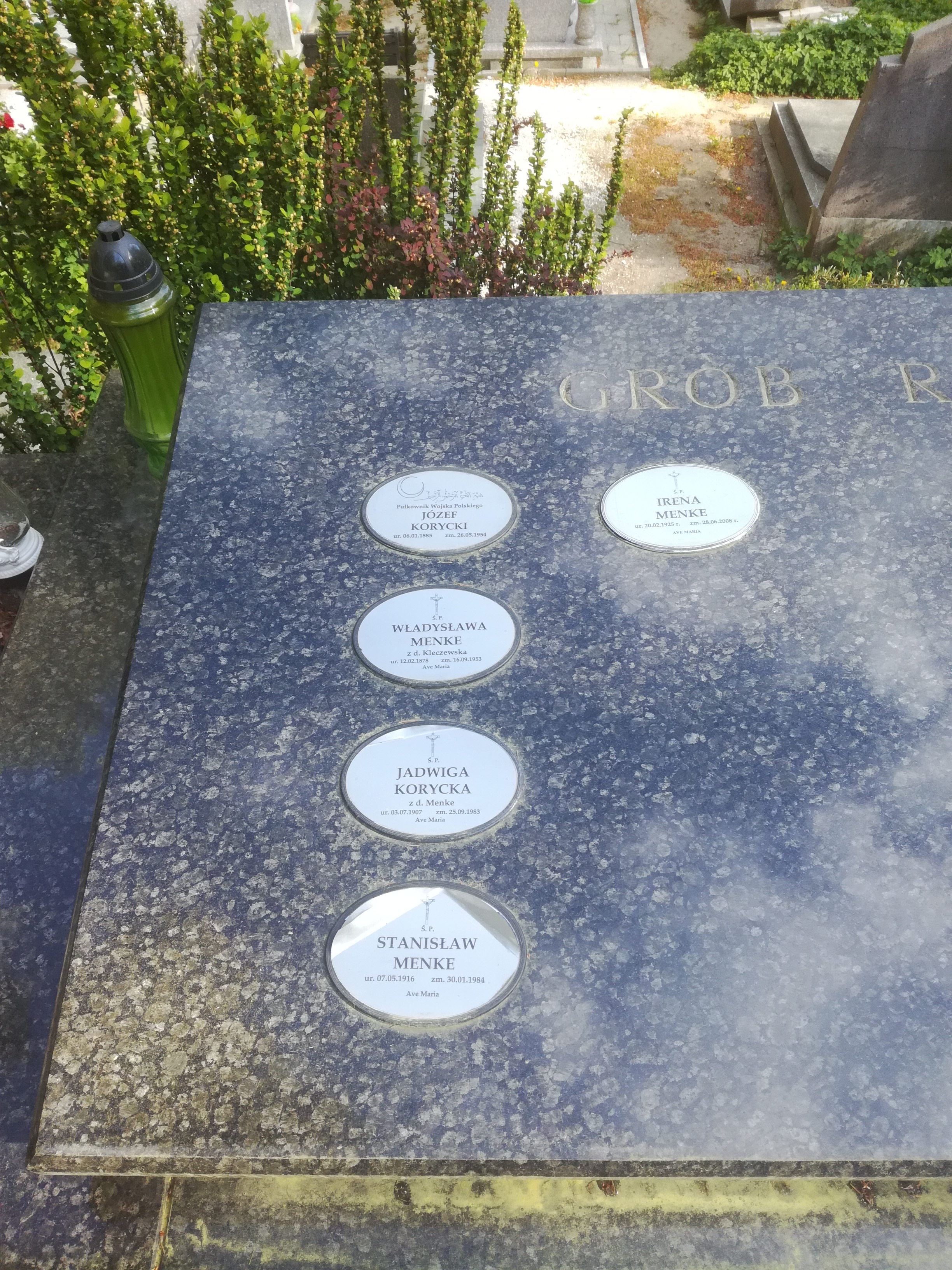
Grób pułkownika Józefa Koryckiego na cmentarzu Witomińskim

## Życiorys
Syn Józefa i Feliksy z Koryckich, wyznania muzułmańskiego. W 1907 zdał maturę w gimnazjum humanistycznym w Białej Podlaskiej. Od 14 lipca 1907 do 20 sierpnia 1909 uczęszczał do Aleksandrowskiej Szkoły Wojskowej w Moskwie, którą ukończył w stopniu podporucznika. Do lipca 1913 służył w jednostkach armii rosyjskiej: 6 dywizjonie moździerzy 6 Dywizji Piechoty w Łukowie, 8 Brygadzie Artylerii 8 Dywizji Piechoty w Pułtusku i Obozie Saperów 8 batalionu saperów w Dęblinie. 18 sierpnia 1913 na własną prośbę został przeniesiony do rezerwy w stopniu porucznika. Od września 1913 studiował na Wydziale Prawa Cesarskiego Uniwersytetu Warszawskiego. Od 30 lipca 1914 formował w Modlinie 8 park artylerii lekkiej. W październiku 1914 został naczelnikiem Grupy Parków Artylerii Lekkiej 2 Armii. Od grudnia 1914 służył w 4 Brygadzie Artylerii Strzelców Fińskich w Prusach Wschodnich i Galicji. Od 18 lipca 1916 do 15 lutego 1917 dowodził jej 3 baterią. Wyróżnił się w walkach pod wsią Horusko w lipcu 1915, pod Łuckiem w kwietniu 1916 i w ofensywie na Kowno we wrześniu 1916. Odniósł ranę w walkach nad Stochodem w październiku 1916. Od listopada 1917 służył w 2 Brygadzie Artylerii 2 Dywizji Strzelców Polskich I Korpusu Polskiego. Czasowo dowodził 2 baterią I dywizjonu i 5 baterią. Od 11 stycznia do 12 marca 1918 był internowany przez bolszewików w Smoleńsku.
31 stycznia 1919 został starszym oficerem do zleceń Departamentu Artylerii Ministerstwa Spraw Wojskowych. Od 1 października 1919 był naczelnikiem Wydziału I Sekcji Techniczno-Inspekcyjnej Departamentu Artylerii MSWojsk. W lutym 1920 został kierownikiem Wydziału Mobilizacyjno-Organizacyjnego Departamentu V Uzbrojenia MSWojsk. 28 czerwca 1920 objął dowodzenie 12 dywizjonem artylerii ciężkiej, który we wrześniu 1921 wraz z 5 dywizjonem artylerii ciężkiej utworzył 6 pułk artylerii ciężkiej. Jesienią 1921 został wyznaczony na stanowisko zastępcy dowódcy 17 pułku artylerii polowej, ale go nie objął. W grudniu 1921 mianowano go zastępcą dowódcy 5 pułku artylerii ciężkiej. W czerwcu 1922 czasowo pełnił obowiązki zastępcy dowódcy 21 pułku artylerii polowej. Od czerwca do listopada 1922 przebywał na kursie dowódców dywizjonów w Szkole Strzelań Artylerii w Toruniu.
W grudniu 1922 został mianowany komendantem Szkoły Młodszych Oficerów Artylerii. Od grudnia 1925 pełnił obowiązki dowódcy 16 pułku artylerii polowej. W grudniu 1929 otrzymał nominację na dowódcę 8 Grupy Artylerii w Toruniu. Od stycznia do marca 1928 uczestniczył w kursie wyższych dowódców artylerii w Wyższej Szkole Wojennej, od grudnia 1929 do kwietnia 1930 – w IV Kursie Wyższych Dowódców w Centrum Wyższych Studiów Wojskowych, zaś od 10 do 23 grudnia 1934 – w kursie informacyjnym dla dowódców jednostek w Wyższej Szkole Wojennej. 
W kampanii wrześniowej dowodził artylerią armii „Pomorze”. 21 września 1939 po bitwie nad Bzurą trafił do niewoli niemieckiej. Przebywał kolejno w Oflagu XI A Osterode, Oflagu IV B Königstein i Oflagu VII A Murnau (numer jeniecki 879). Od 5 lipca 1940 do 29 kwietnia 1942 pełnił funkcję Najstarszego Obozu w Murnau.
Od 8 marca 1934 mąż Jadwigi z domu Menke (1907–1983). 
Zmarł 26 maja 1954. Pochowany 29 maja 1954 na cmentarzu Centralnym Srebrzysko w Gdańsku. 16 października 2013 dokonano ekshumacji jego szczątków i złożono je w mogile rodziny Menke na cmentarzu Witomińskim w Gdyni (sektor 10-13-4).

## Awanse
- podporucznik armii rosyjskiej – 20 sierpnia 1909
- porucznik armii rosyjskiej – 10 września 1912
- podkapitan armii rosyjskiej – 30 maja 1916
- kapitan I Korpusu Polskiego – 1918
- major – 15 lipca 1920
- podpułkownik – 3 maja 1922
- pułkownik – 1 grudnia 1924

## Ordery i odznaczenia
- Krzyż Oficerski Orderu Odrodzenia Polski nr 20342 (11 listopada 1936)[3]
- Krzyż Walecznych[4]
- Złoty Krzyż Zasługi (10 listopada 1928)[5]
- Medal Pamiątkowy za Wojnę 1918–1921[4]
- Medal Dziesięciolecia Odzyskanej Niepodległości[4]
- Order Świętej Anny z Mieczami II klasy (Imperium Rosyjskie, 1916)
- Order Świętej Anny z Mieczami III klasy (Imperium Rosyjskie, 26 lipca 1915)
- Order Świętej Anny z Mieczami IV klasy (Imperium Rosyjskie, 14 marca 1915)
- Order Świętego Stanisława z Mieczami II klasy (Imperium Rosyjskie, marzec 1916)
- Order Świętego Stanisława z Mieczami III klasy (Imperium Rosyjskie, 12 maja 1915)
- Order Świętego Włodzimierza z Mieczami IV klasy (Imperium Rosyjskie, 1916)
- Medal Zwycięstwa (Médaille Interalliée)[4]